# Eslovaquia en los Juegos Paralímpicos de Atenas 2004
Eslovaquia estuvo representada en los Juegos Paralímpicos de Atenas 2004 por un total de 37 deportistas, 29 hombres y ocho mujeres.

## Medallistas
El equipo paralímpico eslovaco obtuvo las siguientes medallas:
| Nombre                         | Deporte          | Evento                                      |
| ------------------------------ | ---------------- | ------------------------------------------- |
| Oro                            |                  |                                             |
| Marek Margoč                   | Atletismo        | Peso F40 masculino                          |
| Rastislav Tureček              | Ciclismo en ruta | Ruta triciclo manual HC A masculino         |
| Ján Riapoš                     | Tenis de mesa    | Individual 2 masculino                      |
| Ladislav Gáspár                | Tenis de mesa    | Individual 10 masculino                     |
| Imrich Lyócsa                  | Tiro con arco    | Individual de pie masculino                 |
| Plata                          |                  |                                             |
| Rastislav Tureček              | Ciclismo en ruta | Contrarreloj triciclo manual HC A masculino |
| Viera Mikulášiková             | Natación         | 50 m libre S10 femenino                     |
| Rastislav Revúcky Ján Riapoš   | Tenis de mesa    | Equipo 1-2 masculino                        |
| Bronce                         |                  |                                             |
| Július Hutka                   | Atletismo        | Peso F57 masculino                          |
| Alena Kánová                   | Tenis de mesa    | Individual 3 femenino                       |
| Richard Csejtey                | Tenis de mesa    | Individual 8 masculino                      |
| Richard Csejtey Miroslav Mitas | Tenis de mesa    | Equipo 8 masculino                          |